# Петър Новев (революционер)
 Тази статия е за революционера.  За зографа вижте Петър Новев (зограф).  
Петър Новев е български общественик и революционер, деец на Вътрешната македоно-одринска революционна организация.

## Биография
Петър Новев е роден в село Ържаново, Охридска Малесия, тогава в Османската империя, днес в Северна Македония. По време на Илинденско-Преображенското въстание от 1903 година се включва във ВМОРО като четник на Тасе Христов и участва в битките при Турие и Горица.
След Младотурската революция, през 1909 година емигрира в САЩ, а през 1912 година за кратко се прибира в родното си село и се жени за съпругата си Зорка, с която имат двама сина и две дъщери. Установяват се в Дукейн, Пенсилвания, където Петко Новев заедно с Тасе и Санде Якимови основават пекарна. Петко Новев е активен член и дългогодишен секретар на МПО „Независимост“.